# MTV Video Music Awards 2000
Gli MTV Video Music Awards 2000 sono stati la 17ª edizione dell'omonimo premio e si sono svolti il 7 settembre 2000 al Radio City Music Hall di New York. 
Questa edizione è stata presentata da Marlon Wayans e Shawn Wayans, e si sono esibiti: Britney Spears, Janet Jackson, Rage Against the Machine, Sisqó, i Red Hot Chili Peppers, Nelly, i Blink-182, e Christina Aguilera che è stata raggiunta sul palco da Fred Durst dei Limp Bizkit.

## Esibizioni

### Pre-spettacolo
- Papa Roach – "Last Resort/"Broken Home"" [2]

### Spettacolo
- Janet Jackson – "Doesn't Really Matter"
- Rage Against the Machine – "Testify"
- Sisqó (featuring Dru Hill) – "Incomplete"/"Thong Song"
- Britney Spears – "(I Can't Get No) Satisfaction"/"Oops!...I Did It Again"
- Eminem – "The Real Slim Shady"/"The Way I Am" (cancellato)
- Red Hot Chili Peppers – "Californication"
- *NSYNC – "This I Promise You"/"Bye Bye Bye"/"It's Gonna Be Me"
- Nelly – "Country Grammar (Hot Shit)"
- Christina Aguilera (featuring Fred Durst) – "Genie in a Bottle"/"Come on Over (All I Want Is You)"
- Blink-182 – "All the Small Things"

## Vincitori e candidati
I vincitori sono scritti in grassetto.

### Video dell'anno
- Eminem - The Real Slim Shady (cancellato)
- Blink-182 - All the Small Things
- D'Angelo - Untitled (How Does It Feel)
- NSYNC - Bye Bye Bye
- Red Hot Chili Peppers - Californication

### Miglior video maschile
- Eminem - The Real Slim Shady (cancellato)
- D'Angelo - Untitled (How Does It Feel)
- Kid Rock - Cowboy
- Ricky Martin - Shake Your Bon-Bon
- Moby - Natural Blues

### Miglior video femminile
- Aaliyah - Try Again
- Christina Aguilera - What a Girl Wants
- Britney Spears -- Oops...I Did It Again
- Toni Braxton - He Wasn't Man Enough
- Macy Gray - I Try

### Miglior video di un gruppo
- Blink-182 - All the Small Things
- Dave Matthews Band - I Did It
- Foo Fighters - Learn to Fly
- NSYNC - Bye Bye Bye
- Red Hot Chili Peppers - Californication

### Miglior video rap
- Dr. Dre feat. Eminem - Forgot About Dre
- DMX- Party Up
- Eminem - The Real Slim Shady
- Eve feat. Faith Evans - Love Is Blind
- Jay Z feat. U.G.K. - Big Pimpin'

### Miglior video R&B
- Destiny's Child - Say My Name
- Toni Braxton - He Wasn't Man Enough
- D'Angelo - Untitled (How Does It Feel)
- Brian McKnight - Back at One

### Miglior video hip-hop
- Sisqó - Thong Song
- Lauryn Hill - Everything Is Everything
- Juvenile - Back That Thang Up
- Limp Bizkit feat. Method Man- N 2gether Now
- Q-Tip - Vivrant Thing

### Miglior video dance
- Jennifer Lopez - Waiting for Tonight
- Britney Spears - (You Drive Me) Crazy
- Ricky Martin - Shake Your Bon-Bon
- NSYNC - Bye Bye Bye
- Sisqó - Thong Song

### Miglior video rock
- Limp Bizkit - Break Stuff
- Creed - Higher
- Kid Rock - Cowboy
- Korn - Falling Away from Me
- Metallica - I Disappear
- Rage Against the Machine - Sleep Now in the Fire

### Miglior video pop
- NSYNC - Bye Bye Bye
- Christina Aguilera - What a Girl Wants
- Blink-182 - All the Small Things
- Destiny's Child - Say My Name
- Britney Spears - Oops!...I Did It Again

### Miglior artista esordiente
- Macy Gray - I Try
- Christina Aguilera - What a Girl Wants
- Papa Roach - Last Resort
- Pink - There You Go
- Sisqó - Thong Song

### Miglior regia
- Red Hot Chili Peppers - Californication
- D'Angelo - Untitled (How Does It Feel)
- Eminem - The Real Slim Shady
- Foo Fighters - Learn to Fly
- Lauryn Hill - Everything Is Everything

### Miglior coreografia
- NSYNC - Bye Bye Bye
- Aaliyah - Try Again
- Christina Aguilera - What a Girl Wants
- Jennifer Lopez - Waiting for Tonight
- Alanis Morissette - So Pure

### Miglior effetti speciali
- Björk - All Is Full of Love
- Lauryn Hill - Everything Is Everything
- Metallica - I Disappear
- Red Hot Chili Peppers - Californication
- Supergrass - Pumping on Your Stereo

### Miglior direzione artistica
- Red Hot Chili Peppers - Californication
- Filter - Take a Picture
- Macy Gray - Do Something
- Supergrass - Pumping on Your Stereo

### Miglior montaggio
- Aimee Mann - Save Me
- Blaque - I Do
- Eminem - The Real Slim Shady
- Metallica - I Disappear
- R.E.M. - The Great Beyond

### Miglior fotografia
- Macy Gray - Do Something
- Filter - Take a Picture
- Madonna - American Pie
- Metallica - I Disappear
- Stone Temple Pilots - Sour Girl

### Video innovativo
- Björk - All Is Full of Love
- Blur - Coffee & TV
- Nine Inch Nails - Into the Void
- Supergrass - Pumping on Your Stereo

### Scelta del pubblico
- NSYNC - Bye Bye Bye
- Christina Aguilera - What a Girl Wants
- Eminem - The Real Slim Shady
- Sisqó - Thong Song
- Britney Spears - Oops!...I Did It Again